# 格迪米尼茲王朝
格迪米尼茲家族是立陶宛大公国的一個君主王朝，由14到16世紀期間在位。該世家的一個分支被稱作雅盖隆王朝，還稱王位於波蘭王國、匈牙利王國和波希米亚王国。屬於該王朝的其他幾個分支家族，在近代俄羅斯和波蘭的主要貴族王朝中都有一定地位。
據一些民俗資料所載，該家族成員在立陶宛语中所用的君主性頭銜，主要是kunigų kunigas （「公爵們的公爵」），稍晚後是didysis kunigas （「偉大的/大公爵」），或者簡單地說，是karalius或 kunigaikštis 。到十八世紀時，後一種稱謂形式被變更為同义反复的didysis kunigaikštis ，但仍會被翻譯成「大公」（其詞源參見大親王 ）。

## 起源
格迪米纳斯本人的起源有著相當爭議。據一些信源認為，他原是維泰尼斯的馬伕 ，其他信源則相信他是來自農民血脈。一些史學家認為，他是立陶宛人或尤特文人國王/公爵斯科曼塔斯的子孫。相當多學者然而是都一致認為，格迪米納斯是維泰尼斯的兄弟（ 由16世紀開始編纂的各種假家譜，對維泰尼斯的出身有不同的解釋；據波蘭方面的新晉研究，並無法確定他的出身）。

## 經驗證的格迪米尼茲家統治者一覽
- 格迪米纳斯
- 约努蒂斯
- 阿尔吉尔达斯
- 若盖拉
- 凯斯图蒂斯
- 维陶塔斯– 1392年至1430年的國王/大公爵
- 什维特里盖拉
- 西吉斯蒙德·凯斯图泰蒂斯
- 卡西米尔四世雅盖隆
- 亚历山大·贾吉隆
- 老西吉斯蒙德一世
- 西吉斯蒙德二世奥古斯都

## 王朝的分支家系

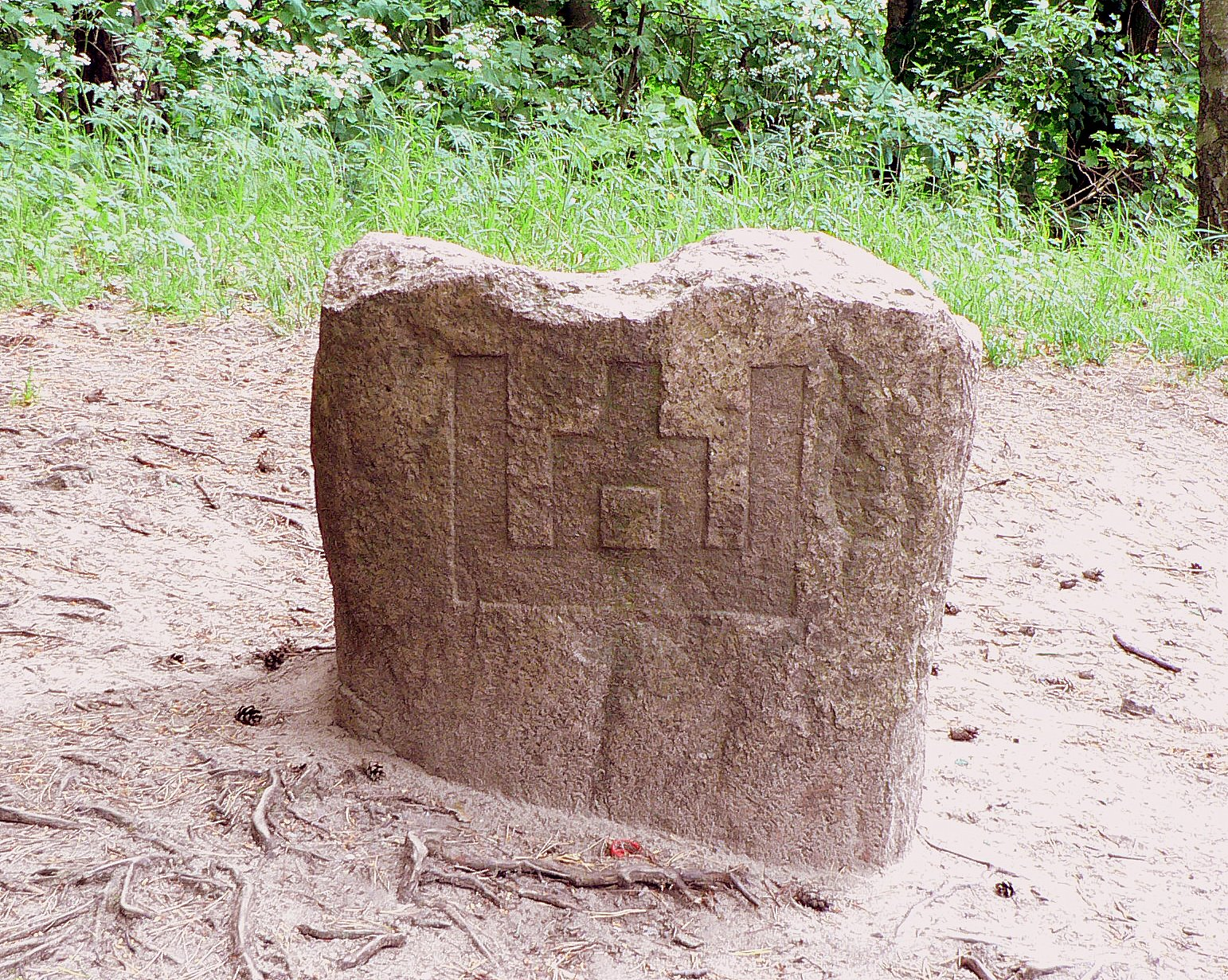
位於立陶宛蘭比納斯山的格迪米尼茲家印。

該世家的东正教分支主要使用鲁塞尼亚语，這也是這些家系所建立政體當中兩種主要通用的語言之一。其中一些家系（如恰托里斯基）後來轉宗皈依罗马天主教並被波兰化。而其他家系（如戈利岑 ）就移居到莫斯科並徹底俄罗斯化。
在波蘭的大多格迪米尼茲分家（如Olelkowicz-Słucki、 Wiśniowiecki 、Zbaraski）已经斷絕，但至少有一些分家還存續到當代：如Chowański 、 恰尔托雷斯基 、 Sanguszko 、 Siesicki （Dowmont-Siesicki、Szeszycki）和Koriatowicz-Kurcewicz等。
在俄羅斯的分家包括Bulgakov、 戈利岑 、 Kurakin 、 Khovansky 、 特鲁别茨科伊 、 Mstislavsky 、 Belsky和Volynsky等。

## 後裔
I.* 立陶宛國王Bujwid Vytianis Rex 的後裔。。
1. 1. 布杰维德公爵

一、纳里曼陀的後裔：
1. Pinsky (nobility)（俄语） （15世紀未血統淡出）
  1. Kurcewicze（波兰语）公爵
    1. Buremscy（波兰语）公爵
2. Patrikeyev（俄语）公爵
  1. Bulgakov (nobility)（俄语）
  2. Kurcewicze（波兰语）公爵 
    1. 戈利岑公爵
    2. 库拉金公爵

  3. Schentyatev (nobility)（俄语）
  4. Khovansky (nobility)（俄语）
3. 科雷奇公爵
  1. Ruzhinsky (nobility)（俄语）

二、阿尔吉达斯的後裔：
1. 波洛茨克公爵安德烈
  1. Polubinsky (nobility)（俄语）
  2. Lukomsky (nobility)（俄语）
2. Dmitrijus Algirdaitis
  1. 特鲁别茨科伊公爵 (Trubchevsk )
3. Konstantinas Algirdaitis（俄语）
  1. 恰尔托雷斯基公爵
4. 弗拉基米拉斯·阿尔吉达蒂斯
  1. Olelkaičiai （Aleksandras Olelka（俄语）的後裔 )
    1. Slutsky (nobility)（俄语） （16世紀末血統淡出）

  2. 贝尔斯基公爵
5. 卡里布塔斯的後裔
  1. 兹巴拉日斯基公爵Zbarazhsky (nobility)（俄语）
    1. 维希尼奥维茨基公爵
    2. Voronetsky (nobility)（俄语）
    3. Nesvisky（波兰语）公爵
    4. Porytskie (nobility)（俄语）
6. Fiodoras Algirdaitis（俄语）的后代
  1. Hurkowicze (nobility)（波兰语）
  2. 科布林公爵
  3. 桑古斯科公爵
7. 雅盖隆家
8. 伦维尼斯的後裔
  1. 姆斯季斯拉夫斯基公爵

三、 科斯圖提斯的後裔
1. 1. 帕特里卡斯·凯斯图泰蒂斯
  2. Vaidotas Kęstutaitis
  3. Butautas Kęstutaitis
  4. 维陶塔斯大帝
  5. Tautvilas Kęstutaitis
  6. 齊吉曼塔斯·科斯圖泰提斯

四、约努提斯的後裔：
1. 1. 扎斯拉夫斯基公爵
    1. 姆斯季斯拉夫斯基公爵

五、柳巴尔塔斯的後裔（15世紀上半葉血統淡出）
六、Koriatowicz ，卡里约塔斯的後裔
1. 波多利斯基公爵（贵族）
2. Volynsky (nobility)（俄语）

## 外部鏈接
- Marek, Miroslav. . Genealogy.EU.   [2022-08-31]. （原始内容存档于2006-07-09）.